# Thorpe Tilney
Thorpe Tilney är en by i civil parish Timberland, i distriktet North Kesteven, i grevskapet Lincolnshire, i England. Byn är belägen 12 km från Sleaford. Thorpe Tilney var en civil parish 1866–1931 när blev den en del av Timberland. Civil parish hade 126 invånare år 1921.